# Палестина: мир, а не апартеїд
«Палестина: мир, а не апартеїд» — книга колишнього президента США, нобелівського лауреата 2002 року, Джиммі Картера. Книга вийшла друком у листопаді 2006 року і була бестселером. У своїй книзі Картер описує політику Ізраїлю на окупованих палестинських територіях як «систему апартеїду», звинувачує Ізраїль у пригніченні палестинців та колонізації їхніх земель. Книга викликала значний резонанс в американському суспільстві: схвальні відгуки і також гостру критику.

## Основні аргументи книги
На посту Президента США у 1977-1981 роках Джиммі Картер взяв активну участь в улагодженні стосунків між Ізраїлем і Єгиптом, що завершилося підписанням мирного договору. У своїй книзі Картер стверджував, що американська громадськість недостатньо освідомлена про ситуацію на окупованих територіях, тому основною метою книги було роз'яснити декілька основних аргументів, а саме:
- Цей конфлікт є довготривалим, в якому вже загибла велика кількість безневинних цивільних осіб з обох сторін. Тероризм і насильство повинні припинитися.
- Ізраїль окупує палестинські території вже протягом 39 років, за цей час деякі землі були конфісковані, на інших були побудовані сотні єврейських поселень.
- Палестинці часто зазнають утисків і відверте пригноблення з боку Ізраїлю: у них часто відбирають їх землі, будинки, святі місця. Між ними й ізраїльськими поселенцями встановлена система сегрегації, зі складною системою контрольно-пропускних пунктів для палестинців.
- На окупованій території був побудований величезний роз'єднувальний вал, який пройшов через населені пункти Західного берега, для чого були знищені будівлі, сади і майно палестинців. Метою спорудження муру було відокремити від палестинців ще більше території, а також захистити ізраїльських поселенців від нападу палестинців.
- Роз'єднувальний мур й окупація долини річки Йордан ще більше роз'єднує палестинців й ізолює їх у маленьких анклавах. Інша палестинська територія у Газі також має подібний мур. Оточене з усіх боків населення Гази не має вільного доступу до зовнішнього світу через повітря, море або на землі.
- Через економічні обмеження введені Ізраїлем, палестинці позбавлені можливості нормального економічного розвитку. Ці обмеження були введені Ізраїлем та Сполученими штатами після того, як 42 % палестинців віддали свої голоси за кандидатів від руху ХАМАС під час виборів. Через це, палестинські вчителі, медичні працівники, поліцейські, пожежники та інші фахівці залишилися без зарплатні. ООН у своєму звіті порівнювала рівень постачання продовольства у Газі із найбіднішими африканськими регіонами, де половина сімей могла харчуватися лише один раз на день.
- Протягом шести років, колишній прем'єр-міністр палестинської автономії, а пізніше її президент Махмуд Аббас намагався безуспішно вести переговори з Ізраїлем. Лідери ХАМАС підтримували такі переговори і обіцяли визнати їх результати, якщо палестинське населення підтримає їх на референдумі.
- Декілька резолюцій ООН, Кемп-Девідські угоди 1978 року, угоди в Осло в 1993 року, офіційна позиція США та так званої Дорожньої карти миру, всі вони передбачали звільнення Ізраїлем окупованих територій. За цими угодами палестинці повинні були взяти на себе такі ж зобов'язання, прийняті на зустрічі 23 арабських країн у 2002 році: визнати право Ізраїлю жити в мирі в межах своїх законних кордонів. Ці дві умови залишаються ключовими для досягнення миру.[3]

## Аналогія з апартеїдом
Свою аналогію з апартеїдом у заголовку книги Джиммі Картер пояснював тим, що на його думку така система пригнічення палестинців існує на окупованих територіях Палестини, а не в самому Ізраїлі, який на його думку є демократичною і правовою державою. Система, яку Ізраїль запровадив на окупованих палестинських територіях не базована на расистських теоріях зверхності, а бажанні конфіскувати у палестинців землі і супроводжується систематичними порушеннями їхніх прав і свобод, вважає Джиммі Картер.

## Відгуки на книгу

### Критика
Найбільшу критику викликала вжита Картером у заголовку книги аналогія з апартеїдом. Основна критика книги зосереджувалася саме на цьому аспекті, який деякі оглядачі вважали упередженим стостовно Ізраїлю. Критика лунала як з боку членів Конгресу, так і з боку науковців, політологів, оглядачів та журналістів. Одним із головних критиків Картера був професор Гарвардського університету Алан Дершовіц, який заявляв, що книга містить велику кількість помилок і відвертих перекручень. Голова Антидефамаційної ліги США Абрахам Фоксман і декілька інших оглядачів звинуватили Джиммі Картера в антисемітизмі, а історик Дебора Ліпштадт також звинуватила його у запереченні Голокосту.
Деякі інші оглядачі вважали написання Картером цієї книги мужнім вчинком. Політолог Норман Фінкельштейн відкидав звинувачення у неточностях та стверджував, що книга точно описує ситуацію на палестинських територіях і погоджувався з аналогією з апартеїдом, яку Картер вжив у заголовку. Він зокрема, нагадував, що ізраїльські історики, такі як Бенні Морріс теж вживали таку аналогію. Колишній радник із зовнішньополітичних питань Збігнєв Бжезинський також погоджувався із висновками Джиммі Картера і висловлював стурбованість нападками на Джиммі Картера після виходу цієї книги.

### Відповідь на критику
У відповідь на критику своєї книги Джиммі Картер висловив стурбованість неможливістю вільного обговорення ситуації з окупованими територіями у США і скаржився на тиск з боку лобістських організацій, таких, як Американсько-ізраїльський комітет громадських зв'язків після виходу цієї книги. Він також зауважив, що завдяки зусиллям лобістів критика політики Ізраїлю стала практично неможливою і для членів Конгресу, багато з котрих навіть ніколи не відвідували окуповані території.